# Панкевич, Карина
Карина Панкевич (англ. Karina Pankievich) — уругвайская транс-активистка, председатель Трансгендерной ассоциации Уругвая (ATRU), координатор сети групп, борющихся за права трансгендерных людей в Уругвае и в других странах Южной Америки.

## Биография
Карина Панкевич родилась в Уругвае, в 13 лет переехала в Монтевидео, где в 15 лет начала работать в секс-индустрии. В годы военной диктатуры в Уругвае она была вынуждена эмигрировать из страны в Бразилию и Аргентину.
В 1985 году она вернулась в Уругвай и вместе с другими трансгендерными людьми присоединилась к движению за права ЛГБТ. В том же году при ее содействии была основана Трансгендерная ассоциация Уругвая (ATRU), целью которой была поддержка и мобилизация активистов для борьбы за их права. Впоследствии ATRU превратилась в сеть групп, борющихся за права трансгендерных людей не только в Уругвае, но и в других странах Южной Америки.
Одним самых ярких успехов Карины Панкевич стал Марш за разнообразие сообщества ЛГБТ в Уругвае. Первый марш прошёл в 1992 году и в нём приняли участие несколько активистов.
«Нас было всего трое или четверо напуганных активистов, закрывавших свои лица», описала свое участие в первом Марше за разнообразие сообщества ЛГБТ в Уругвае Карина Панкевич
В сентябре 2019 году в марше в Монтевидео приняли участие 130 000 человек.
В 2016 году при содействии лидера ATRU в Уругвае прошла первая перепись трансгендерных людей, и в результате было зарегистрировано 872 трансгендерных людей, проживающих на территории страны. После этого в Уругвае был принят Закон о трансгендерных людях, который предоставляет им право на операцию по изменению пола, которая будет оплачиваться государством, а также на гормональную терапию. Консервативная фракция парламента Уругвая инициировала референдум для отмены этого закона. Благодаря агитационной работе ATRU на референдум пришли менее 10 % избирателей, для того, чтобы референдум был признан легитимным было необходимо участие не менее 25 % избирателей.

## Общественная деятельность
Карина Панкевич проводит семинары в различных программах здравоохранения для людей, которые заболели вирусом ВИЧ-СПИДа, а также является координатором в южном конусе RedLacTrans (Латиноамериканская и Карибская сеть транс-людей).

## Награды и признание
За многолетнюю деятельность на защиту прав ЛГБТ в Уругвае в декабре 2019 года Карина Панкевич была признана почётным гражданином Монтевидео. Она стала первой из трансгендерных людей, кому было присвоено это звание.